# Grey's Anatomy (3.ª temporada)
A terceira temporada do drama médico americano Grey's Anatomy, começou a ser exibida nos Estados Unidos na American Broadcasting Company (ABC) em 21 de setembro de 2006, e terminou em 17 de maio de 2007. A temporada foi produzida pela Touchstone Television, em associação com a produtora Shondaland e The Mark Gordon Company, sendo Shonda Rhimes a showrunner do programa. Ellen Pompeo, Sandra Oh, Katherine Heigl, Justin Chambers e T.R. Knight reprisaram seus papéis como os internos de cirurgia Meredith Grey, Izzie Stevens, Alex Karev e George O'Malley, respectivamente. Os membros principais do elenco anterior, Chandra Wilson, James Pickens, Jr., Kate Walsh, Isaiah Washington e Patrick Dempsey também retornaram, enquanto Sara Ramirez e Eric Dane foram promovidos a regulares, seguindo a extensão de seus contratos.
A temporada continuou focada na residência cirúrgica de cinco jovens internos, na tentativa de equilibrar os desafios de suas carreiras competitivas com as dificuldades que determinam suas vidas pessoais. Embora ambientado no Seattle Grace Hospital, localizado em Seattle, Washington, as filmagens ocorreram principalmente em Los Angeles, na Califórnia. Enquanto a primeira temporada enfatiza principalmente o impacto inesperado do campo cirúrgico sobre os personagens principais, a segunda forneceu uma perspectiva detalhada sobre a vida privada dos médicos, a terceira temporada lida com os duros desafios trazidos pela última fase do internato dos cirurgiões, combinando o motivo profissional enfatizado na primeira temporada, com o fundo pessoal complexo usado na segunda. Ao longo da temporada, vários novos enredos são introduzidos, incluindo a chegada do personagem de Dane, o Dr. Mark Sloan, concebido e apresentado como uma presença antagônica.
Na despedida da temporada anterior, a terceira temporada foi ao ar em um novo horário competitivo de 21:00 às quintas-feiras, competindo contra a série de televisão, CSI: Crime Scene Investigation, que foi ao ar simultaneamente na CBS. A terceira temporada de Grey's Anatomy teve 25 episódios, além de dois clipes que foram produzidos para recapitular os eventos anteriores da série, antes da introdução de grandes novos arcos. "Complications of the Heart" foi ao ar na mesma noite da estréia da temporada, recapitulando os últimos episódios da segunda temporada com insights sobre futuros episódios no terceiro, enquanto "Every Moment Counts" foi ao ar antes do vigésimo episódio. A temporada também transmitiu um arco de episódios em duas partes, que serviu principalmente como um piloto de desenvolvimento para uma série derivada, Private Practice, com foco na saída do personagem de Walsh, a Dra. Addison Montgomery.
O programa terminou sua terceira temporada com 19,22 milhões de espectadores no total e um rating/share de 6,8/35 no público-alvo de 18 a 49 anos, em oitavo lugar na temporada de televisão, superado por CSI. Os críticos de televisão expressaram uma perspectiva principalmente negativa sobre o desenvolvimento da série ao longo da temporada, com as críticas variando de mistas a desfavoráveis, já que o exagero e a falta de realismo foram destacados como as principais questões no declínio da qualidade das histórias. Apesar da resposta crítica negativa, o desempenho dos membros do elenco e da técnica de produção da equipr recebeu um reconhecimento excepcional através de inúmeros prêmios e indicações. Recebendo indicações para a categoria principal nos 59.º Emmy do Primetime e no 65.º Globo de Ouro, a temporada alcançou o maior número de premiações da série, com Heigl como o membro do elenco mais premiada. A série foi classificada em sexto na lista "melhor da televisão" do USA Today, após a conclusão da temporada.

## Produção

### Equipe
A temporada foi produzida pela Touchstone Television, atualmente ABC Studios, The Mark Gordon Company, a produtora ShondaLand, e foi distribuída pela Buena Vista International, Inc. Shonda Rhimes retornou como a showrunner e produtora executiva da série. Ela também continuou sua posição desde as duas primeiras temporadas como um dos membros mais proeminentes da equipe de roteiristas. Betsy Beers, Mark Gordon e Rob Corn retornaram como produtores executivos, juntamente com Mark Wilding, Peter Horton e Krista Vernoff, que estão nessa posição desde o início da série. Allan Heinberg, no entanto, se junta à equipe de produção no início da terceira temporada como coprodutor executivo, antes de sua promoção a um executivo. Kent Hodder, Nancy Bordson e Steve Mulholland foram produtores executivos de quatro episódios durante a temporada. Horton deixou a série no final da temporada, enquanto James D. Parriott, que anteriormente trabalhou como roteirista e produtor executivo nas duas primeiras temporadas, não continuou seu trabalho no programa durante esta temporada. Joan Rater e Tony Phelan continuaram como coprodutores executivos, sendo Rater também um produtor supervisor. Stacy McKee, que era produtora e roteirista da série, foi promovida a coprodutora executivo.
Depois de ter escrito três episódios para a primeira temporada e cinco para o segundo, Rhimes retornou como roteirista por seis episódios, dos quais um foi escrito junto com Marti Noxon. Krista Vernoff, Tony Phelan, Stacy McKee e Mark Wilding voltaram para a série como membros da equipe de roteiristas, com Vernoff e Phelan escrevendo três episódios e McKee e Wilding produzindo o roteiro de dois. Gabrielle Stanton e Harry Werksman, Jr. trabalharam juntos roteirisando um episódio, após três episódios que escreveram para a série no passado. A temporada inclui o primeiro episódio a ser escrito por Debora Cahn, que se tornaria uma das principais escritoras da série, além de consultora e supervisora de produção. Outros escritores incluem Kip Koenig, Carolina Paiz, Eric Buchman, Joan Rater e Chris Van Dusen. Rob Corn retornou à série para dirigir três episódios para a temporada, depois de escrever dois episódios na segunda. Greg Yaitanes é creditado por dirigir dois episódios durante a temporada, os únicos a serem dirigidos por ele na série. Outros diretores proeminentes foram Jeff Melman, Michael Grossman, Julie Anne Robinson e Adam Arkin, cada um dirigindo dois ou mais episódios durante a temporada. Danny Lux continuou sua posição como o principal compositor musical da série, enquanto Herbert Davis e Walt Fraser atuaram como diretores de cinematografia da temporada. Susan Vaill e Edward Ornelas retomaram suas posições como editores, vendo David Greenspan, Matthew Ramsey e Avi Fisher sendo adicionados à equipe. Fisher, no entanto, deixou a série no final da temporada.

### Roteiro e filmagens
"Seja o que for que eu invente, ela é sempre faz. Ela tem sido tão boa no que fez que acabei de deixar a personagem fazer o que eu queria que o personagem fizesse, o que tem sido maravilhoso. O incrível é que você não pode ter medo de escrever o que pensa, porque ela é sempre capaz de entregar."

– A produtora executiva Betsy Beers sobre Ellen Pompeo interpretando Meredith Grey
A temporada foi filmada principalmente em Los Angeles, na Califórnia. O Fisher Plaza, que é o edifício sede da empresa de mídia Fisher Communications e as estações de rádio e televisão Komo, afiliadas à rede ABC, de Seattle, é usado para algumas fotos externas do Hospital Seattle Grace Mercy West, como ambulâncias aéreas no heliponto da Komo Television. Isso coloca o Seattle Grace convenientemente perto do Space Needle, que fica bem em frente ao Fisher Plaza, ao Monotrilho de Seattle e a outros marcos locais. No entanto, o hospital usado para a maioria das outras cenas externas e de interiores não está em Seattle, são filmadas no Centro de Assistência Ambulatorial VA Sepulveda em North Hills, Califórnia. A maioria das cenas é gravada principalmente em Los Feliz, em Los Angeles, no Prospect Studios, e o set ocupa duas etapas, incluindo as peças do hospital, mas algumas cenas externas são gravadas no Parque Warren G. Magnuson, em Seattle. Vários adereços utilizados são suprimentos médicos genuínos, incluindo a máquina de ressonância magnética. Antes de a produção da temporada começar oficialmente, a produtora Shonda Rhimes afirmou que estava planejando um grande desenvolvimento na personagem de Ellen Pompeo, Meredith Grey.
"Há um espírito lá que é muito interessante para mim. Ela era encantadora e havia algo sobre ela tão intrigante para assistir", declarou Rhimes em resposta à interpretação de Pomepo de sua personagem. A produtora executiva Betsy Beers afirmou que a equipe de roteiristas iria se concentrar no equilíbrio entre sua vulnerabilidade e sua coragem, também lidando com mudanças no relacionamento com seus amigos. Pompeo observou que a incerteza do destino de sua personagem é o que a ajudou a evoluir a um atriz mais adaptável. Rhimes também revelou que um episódio com a inesperada lucidez e eventual morte de Ellis Grey estava nos planos desde o início da série. Rhimes descreveu como Pompeo enfrentou o desafio de enviar Meredith na vida após a morte: "Foi um lugar excitante para levá-la. Emocionante vê-la encontrar o caminho de volta". Em resposta ao arco de Izzie, Shonda Rhimes discutiu o impacto que a morte de Denny Duquette terá sobre ela, observando que Izzie é forçada a abandonar seu idealismo, o que, por sua vez, leva-a a abandonar a medicina. Sobre a morte de Denny, Katherine Heigl passou a acreditar que Izzie não estava pronta para ser médica. A produtora executiva Betsy Beers explicou, no entanto, que a morte de Denny serviu para tornar Izzie mais madura, e Heigl afirmou que "no início da terceira temporada eles estavam tentando mostrar o quanto Izzie estava perdida. Ela perdeu seu otimismo. Ela percebe agora que a vida é difícil, mas ela ainda se esforça muito para ver o melhor das pessoas."
A criadora Shonda Rhimes comparou o que ela considerou os dois "momentos mais emblemáticos da temporada", descrevendo como a temporada começa com Izzie deitada no vestido de baile no banheiro, e termina com Cristina em pé imóvel em seu vestido de noiva. A membro do elenco, Sara Ramirez, notou que uma das cenas mais significativas da temporada foi quando Izzie e George "tiveram um belo momento em que nenhum dos dois fala, mas dizem muito e foi tão rico", descrevendo como a interação deles durante o evento cena determinou tudo o que seria desenvolvido para o seu arco mais tarde. Betsy Beers, no entanto, observou que a cena mais "poderosa" da temporada viu Cristina Yang e Preston Burke na sala de plantão, falando sobre o futuro de seu relacionamento: "É fascinante ver como todo o relacionamento deles muda e quase se desintegra." Beers e Rhimes expressaram seu desejo de apresentar a paixão de Patrick Dempsey pelas corridas de carros na série, embora isso não tenha ocorrido durante a temporada. "Patrick adorou. Ele está sempre dirigindo algo novo, sempre tentando algo", afirmou a criador da série, sobre a resposta de Dempsey ao enredo.
Rhimes também descreveu a dificuldade para encontrar um interesse amoroso apropriado pelo personagem de Alex Karev: "Nós continuávamos nos encontrando com as pessoas e não foi até nos encontrarmos com Elizabeth Reaser e sentamos com ela, e em dois segundos percebemos que ela era absolutamente o que estávamos procurando." Reaser explicou que, quando foi escalada, não havia planos definidos para o desenvolvimento de sua personagem, e que apenas a intriga do acidente da balsa havia sido explicada a ela. Ela também considerou sua personagem "frustrado e com medo". Quanto ao processo de maquiagem, Reaser afirmou: "A prótese muda sua visão sobre si mesma. Pode ser muito desorientadora". Beers, no entanto, observou que o foco em Ava se devia principalmente a sua incapacidade de expressar seus sentimentos através de expressões faciais, apenas se comunicando com seus olhos e voz. O produtor executivo Rob Corn afirmou que seu plano para o arco original era sobre a vida interior de Jane Doe, lutando para sair da situação em que ela está presa. Ele afirmou que as principais características que eles estavam procurando na atriz para a parte eram a força. e vulnerabilidade. Ele também chamou o desempenho de Reaser de "coração dilacerante e maravilhoso". Betsy Beers, produtora executiva supervisora do programa, descobriu que Izzie foi marcada para a vida toda pela morte de Denny, que a amadureceu "de uma maneira muito séria", mas desempenhou um papel importante em fazê-la se sentir mais confiante. Ela também notou a conexão inegável entre Izzie e Alex Karev, cujo desejo de fazer coisas honrosas foi comparado com sua personalidade "cortante e sarcástica". Depois dos esforços contínuos de Izzie para mudar Alex durante o relacionamento deles na temporada anterior, Beers anunciou a possibilidade de um relacionamento entre os dois. Ela também comparou as mulheres no programa com mulheres no cinema, explicando como as personagens na televisão são moldados de maneiras únicas.

### Série derivada
Em 21 de fevereiro de 2007, o The Wall Street Journal informou que a ABC estava buscando uma série de televisão dramática com a personagem de Kate Walsh, Addison Montgomery. Relatórios subsequentes confirmaram a decisão, afirmando que uma transmissão expandida de duas horas de Grey's Anatomy serviria como um piloto de desenvolvimento para a proposta série derivada. O elenco foi declaradamente insatisfeito com a decisão, pois todos esperavam que o série tivesse sido dado a eles. Pompeo comentou que ela sentiu, como a protagonista, que ela deveria ter sido consultada, e Heigl, revelou que ela esperava por uma série para Izzie. O piloto que foi ao ar em 3 de maio de 2007, vê Addison tirando uma licença do Seattle Grace, para visitar sua melhor amiga de Los Angeles, Naomi Bennett, uma especialista em endocrinologia reprodutiva e infertilidade, a fim de engravidar. Enquanto em Los Angeles, ela conhece os colegas de Bennett no Oceanside Wellness Centre e até se torna ginecologista obstreta da clínica pelo dia. A transmissão de duas horas serviu como vigésimo segundo e vigésimo terceiro episódios da terceira temporada, e foi dirigida por Michael Grossman, de acordo com a Variety. O elenco incluiu Amy Brenneman, Paul Adelstein, Tim Daly, Taye Diggs, Chris Lowell e Merrin Dungey. A ABC oficialmente encomentou Private Practice para sua estreia em 11 de maio de 2007. A personagem de KaDee Strickland, Charlotte King, que seria apresentada na estreia da primeira temporada do spin off, não apareceu no piloto de desenvolvimento. Sua adição ao elenco principal foi anunciada em 11 de julho de 2007, antes do início da primeira temporada. Ela não teve que fazer um teste para o papel, mas foi escolhida após uma reunião com Rhimes. Também não presente no piloto de desenvolvimento foi Audra McDonald, devido a sua personagem, Bennett, sendo interpretada por uma atriz diferente, Merrin Dungey. No entanto, em 29 de junho de 2007, a ABC anunciou que a Dungey seria substituída, sem nenhum motivo para a mudança. O episódio de estreia seguiu a segunda parte da estreia da temporada de Dancing with the Stars, e forneceu uma apresentação para a série de calouros, Dirty Sexy Money. Pushing Daisies, uma terceira nova série para a noite, completou a formação como uma apresentação para Private Practice. A série foi ao ar no total de seis temporadas. A série foi teve um total de seis temporadas.

## Elenco e personagens

Elenco principal da terceira temporada, Eric Dane excluído

| - Ellen Pompeo como a Dra. Meredith Grey - Sandra Oh como a Dra. Cristina Yang - Katherine Heigl como a Dra. Izzie Stevens - Justin Chambers como o Dr. Alex Karev - T.R. Knight como o Dr. George O'Malley - Chandra Wilson como a Dra. Miranda Bailey - James Pickens Jr. como o Dr. Richard Webber - Kate Walsh como a Dra. Addison Montgomery - Sara Ramirez como a Dra. Callie Torres - Isaiah Washington como o Dr. Preston Burke - Patrick Dempsey como o Dr. Derek Shepherd - Eric Dane como o Dr. Mark Sloan - Chris O'Donnell como Dr. Finn Dandridge - Fred Ward como Dennison Duquette, Sr. - Jeffrey Dean Morgan como Denny Duquette, Jr. - Kyle Chandler como Dylan Young - Paul Adelstein como Dr. Cooper Freedman - Amy Brenneman como Dra. Violet Turner - Tim Daly como Dr. Pete Wilder - Taye Diggs como Dr. Sam Bennett - Merrin Dungey como Dra. Naomi Bennett - Chris Lowell como Dell Parker | - Loretta Devine como Adele Webber - Sarah Utterback como Olivia Harper - Steven W. Bailey como Joe - Kate Burton como Ellis Grey - Diahann Carroll como Jane Burke - George Dzundza como Harold O'Malley - Kali Rocha como Dra. Sydney Heron - Jack Yang comk Walter - Greg Pitts como Jerry O'Malley - Tim Griffin como Ronny O'Malley - Debra Monk como Louise O'Malley - Mare Winningham como Susan Grey - Jeff Perry como Thatcher Grey - Mae Whitman como Heather Douglas - Elizabeth Reaser como Rebecca Pope - Roger Rees como Dr. Colin Marlow | - Robin Pearson Rose como Patricia Murphy - Brooke Smith como Dra. Erica Hahn - Embeth Davidtz como Nancy Shepherd - Dean Norris como Vince - Judith Hoag como Rhada Douglas - Kelly Wolf como Carly Height - Mandy Siegfried como Molly Thompson - Cameron Watson como Rick - Paul Perri como amigo do Rick - Anna Maria Horsford como Elizabeth Fallon - Monica Keena como Bonnie Crasnoff - Héctor Elizondo como Carlos Torres - Mitch Pileggi como Larry Jennings - Bellamy Young como Kathy - Raphael Sbarge como Paul - Stephanie Niznik como Carol - Tsai Chin como Helen Rubenstein - David Anders como Jim - Becky Wahlstrom como Lisa - Gary Hershberger como Doug - Aasha Davis como Rina - Kevin Rankin como Jack Vaughan - Brian Tee como Andy Meltzer - Derek Phillips como Dale Winick - Chyler Leigh como Dra. Lexie Grey |

Nota de elenco

### Casting

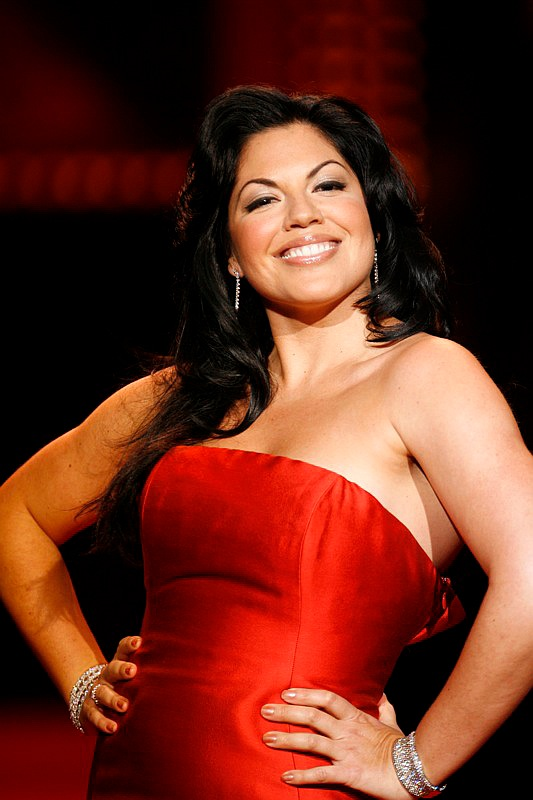
Ramirez foi promovida como regular da série, após inúmeras aparições durante a segunda temporada

A terceira temporada teve doze papéis que receberam o título de principais, dos quais nove são do elenco original da primeira temporada. Todos os atores que aparecem como elenco regular da série retratam médicos do fictício Seattle Grace Hospital, especializado em cirurgia. Ellen Pompeo atuou como Meredith Grey, a protagonista e narradora da série, uma interna cirúrgica que se esforça para equilibrar as dificuldades da carreira competitiva que escolheu, com seu passado conturbado. Sandra Oh interpretou a interna altamente competitiva Cristina Yang, que rapidamente se desenvolve como melhor amiga de Meredith, com a competição contínua contra os outros internos. Katherine Heigl fez o papel da interna Isobel "Izzie" Stevens, lamentando a morte de seu noivo quando ela inesperadamente decide deixar seu emprego; Ela conclui que está muito envolvida pessoalmente com seus pacientes. Justin Chambers atuou como Alexander "Alex" Karev, cuja atitude arrogante e abrasiva é suavizada com uma visão mais emocional e sensível de sua carreira e relacionamentos. T.R. Knight fez o papel do interno George O'Malley, que gradualmente se torna mais autoconfiante depois que seus sentimentos por Meredith diminuem. Chandra Wilson retratou a residente cirúrgica e brilhante cirurgiã geral Miranda Bailey, mentora dos cinco internos.
James Pickens, Jr. atuou como chefe de cirurgia do Hospital Seattle Grace, Richard Webber, que tem de lidar com a escolha entre sua carreira e seu casamento. Kate Walsh fez o papel de Addison Montgomery, ginecologista-obstetra e cirurgiã neonatal, que aceita o desejo de se divorciar do marido Derek Shepherd, enquanto lida com a chegada de sua ex-amante. Isaiah Washington desempenhou o papel de médico assistente e cirurgião cardiotorácico, Preston Burke, que fica noivo da interna Cristina Yang após o desenvolvimento de um relacionamento. Patrick Dempsey interpretou o neurocirurgião Derek Shepherd, cuja relação com a interna Meredith Grey tem sido o ponto focal da série desde a sua criação. Sara Ramirez foi promovida ao elenco regular na estreia da temporada, após inúmeras aparições durante os últimos episódios da segunda temporada. Ela retratou a cirurgiã ortopédica e residente do quinto ano, Calliope "Callie" Torres, cuja relação com o interno George O'Malley evolui para um casamento súbito com repercussões desagradáveis. Eric Dane também foi promovido ao estado de regular na série após uma aparição no décimo oitavo episódio da temporada anterior, e um aparição não creditada no segundo episódio desta temporada. Ele começou a ser regular no terceiro episódio da temporada, retratando o médico atendente, otorrinolaringologista e cirurgião plástico Mark Sloan, cujo arco, descreve a tentativa de retomar seu relacionamento com Addison Montgomery, é fortemente desenvolvido durante toda a temporada.
Numerosos personagens coadjuvantes receberam aparições expansivas e recorrentes no enredo progressivo. Brooke Smith continua seu papel como cirurgiã cardiotorácica Erica Hahn, cujas histórias incluem a rivalidade com Preston Burke, sua chegada para realizar a cirurgia do pai moribundo de George O'Malley e a decisão de Richard Webber de contratá-la no hospital. Chyler Leigh interpretou a meia-irmã de Meredith, Lexie Grey, que é aceita no programa de internato do hospital após a morte súbita de sua mãe. Kate Burton apareceu como a mãe de Meredith Grey, Ellis Grey, uma renomada cirurgiã que sofre da doença de Alzheimer, que morre após um ataque cardíaco. O médico veterinário Finn Dandrige foi retratado por Chris O'Donnell e apareceu nos primeiros quatro episódios da temporada para retomar a história de seu relacionamento amoroso com Meredith, anteriormente apresentado na segunda temporada. Falecido desde o final da segunda temporada, o personagem Dennsion "Denny" Duquette, Jr. (Jeffrey Dean Morgan) apareceu em dois episódios da temporada, durante a sequência do limbo de Meredith.
Elizabeth Reaser retratou Rebecca "Ava" Pope, personagem recorrente e interesse amoroso por Alex Karev. Ela chega como uma paciente que sofre de amnésia e ferimentos faciais graves depois de ter sido envolvida em um acidente de balsa. Loretta Devine atuou como Adele Webber, a esposa de Richard, cuja luta contínua para ter um casamento normal culmina com ela pedindo a seu marido que se aposente. Outras estrelas convidadas incluem Sarah Utterback no papel da enfermeira Olivia Harper, ex-interesse amoroso de George O'Malley e Alex Karev, Kali Rocha representando a residente do quinto ano Sydney Heron, que entra em uma competição contra Miranda Bailey e Callie Torres pelo cargo de Residente Chefe, Roger Rees no papel de Colin Marlowe, cirurgião cardiotorácico e ex-professor e amante de Cristina Yang, Jeff Perry interpretando o pai de Meredith Grey, Thatcher Grey; Mare Winningham no papel de Susan Grey, Embeth Davidtz interpretando a irmã de Derek Shepherd, Nancy Shepherd, cirurgiã que revelou ter dormido com Mark Sloan; Tsai Chin no papel de Helen Yang Rubenstein, a mãe de Cristina, e Diahann Carroll retratando Jane Burke, a mãe excessivamente protetora de Preston Burke. Os futuros membros da série de Private Practice, Amy Brenneman, Paul Adelstein, Tim Daly, Taye Diggs, e Chris Lowell estrelaram o vigésimo segundo e vigésimo terceiro episódios da temporada, interpretando Violet Turner, Cooper Freedman, Peter Wilder, Sam Bennett e William "Dell "Parker, respectivamente, para fazer a transição à série derivada.

## Recepção

### Avaliações da crítica
"A tragédia nem sempre é drama, às vezes você tem que deixar seua personagens sorrirem e permitir que o sorriso permaneça por algum tempo. Reduzir tudo às lágrimas e à desesperada auto-aversão não é um bom argumento; é artesanato desesperado. Eis aqui a esperança de que o programa possa realizar algumas cirurgias necessárias antes da quarta temporada começar."

– Christopher Monfette da IGN Entertainment sobre o desenvolvimento dos personagens durante a temporada.
A temporada recebeu avaliações mistas e negativas, após duas temporadas que resultaram em aclamação da crítica. Após uma perspectiva positiva na segunda temporada, Christopher Monfette da IGN Entertainment expressou desapontamento durante a terceira, principalmente devido ao declínio da qualidade e falta de realismo das histórias. Ele observou um número crescente de semelhanças entre os arcos da temporada e os que são desenvolvidos em novelas, afirmando que "a linha que separa a televisão em horário nobre da novela é muitas vezes fina" e admitindo que, apesar de considerar a série "o melhor drama", ele admite livremente que requer alguma suspensão inerente de descrença, depois que" encontrou-se atolado no chato e absurdo". Enquanto Monfette reconheceu que os fãs considerariam o problema como sendo um caso simples de escrita preguiçosa, ele observou que a sobrescrita desempenhou um papel principal na série, tornando-se inesperadamente irrealista. Ele também notou as intrigas sem sentido no relacionamento de Derek/Meredith, afirmando que a temporada não teria alcançado altas classificações se uma relação funcional tivesse sido introduzida: "A temporada geralmente opta por ficar fora por sua grande maioria, proporcionando a Meredith alguns sub-enredos subdesenvolvidos sobre depressão e dando a Derek uma temporada de reconsideração."
Monfette criticou o desenvolvimento romântico dos personagens ao longo da temporada, descrevendo o relacionamento de Cristina e Burke como uma desculpa para a possibilidade de um casamento para Meredith, enquanto o comportamento injusto de Burke em relação a Cristina é considerado manipulador, expondo ela à sua excessivamente romântica noção de uma cerimônia ideal. A maneira como as dúvidas sobre o sucesso de seu relacionamento foram resolvidas no final da temporada foi descrita como "mais óbvia e menos convincente." A IGN Entertainment também criticou a história de Alex Karev, que é vista como apaixonada por uma Jane Doe grávida e gravemente ferida, apesar de sempre ter sido "obcecada por si mesma". Monfette mais uma vez notou a falta de realismo na melhora da condição de Jane Doe, como ela dá à luz a seu bebê e se submete a cirurgia reconstrutiva em um curto espaço de tempo. No entanto, sua incapacidade e luta contínua para lembrar quem ela é foi considerada "o enredo mais afetivo e honesto da temporada", observando as cenas nuançadas e emocionalmente ressonantes, o que deu ao programa uma "base encantadoramente positiva". Monfette considerou o caso de Izzie com George como a pior história, mas a mais significativa, da temporada, criticando ser "vermelho-forte, emocionalmente incorreto, um desencontro desde o início e uma narrativa longa", que não expressa amor, mas luxúria. Ele concordou que o problema essencial da temporada era sua relutância em se mover, levando à frustração depois de ver "os personagens familiares divertidos tão sobrecarregados por seus traços mais irritantes".
Em resposta à estreia da temporada, Oscar Dahl, da Buddytv.com, observou a previsibilidade da série, mas expressou esperança em seu desenvolvimento, afirmando que ela se tornou "um filme médico, mas muito bom", com um grande e elenco atraente. Ele também elogiou a interação entre os personagens, observando o diálogo "inteligente" que ajuda cada personagem a evoluir. No entanto, Dahl expressou desapontamento nas cenas super emotivas, descrevendo-as como "desconcertantes" e "não críveis", comparando-as às interações da vida real entre pessoas que demonstram de uma maneira mais sutil do que a exibida na televisão. "As emoções aumentaram na estreia e houve muito choro", afirmou Dahl, mas notou que o diálogo, sobre o qual ele se preocupou antes seria "muito bonitinho", não incomodava e era bastante realista, observando como o programa é "inteligentemente escrito". Ele também descreveu a atuação de Ellen Pompeo e Katherine Heigl como "dignas de atenção".
Robert Rorke, do New York Post, analisou os numerosos personagens com forte desenvolvimento romântico, notando perpétuo "carrossel de conexões, rompimentos e sexo com maquiagem", enquanto descrevia a falta de envolvimento sentimental do personagem de Katherine Heigl na primeira metade da temporada. No entanto, ele considerou Izzie Stevens "o coração e a alma" das "séries sexo", devido à temporada focada principalmente nos eventos que a definem como pessoa. Rorke nomeou a heroína da série e escreveu que "Izzie é uma presença acolhedora e bem-vinda, apesar da devastação que sofreu quando falhou em salvar sua paciente e namorada Denny Duquette", considerando que ela era mais proeminente do que a personagem-título, Meredith Grey, cujo enredo recebeu críticas negativas: "Ela costumava ser a rainha dos dilemas românticos. Mas ultimamente, ela tem sido um pouco idiota, com os intermináveis monólogos do McDreamy." Ele também notou a importância decrescente de Meredith no arco em andamento, descrevendo como o desenvolvimento do personagem de Sandra Oh era vital para o sucesso da temporada, quando ele comparou seu "exterior agressivo" com o lado emocional de sua personalidade que evolui ao longo da temporada. O New York Post comparou Izzie, que é descrita como tendo atingido uma profundidade, para Miranda Bailey, observando a maturidade que elas têm, o que não é característico dos colegas internos. Robert Rorke avaliou positivamente o desempenho de Chandra Wilson afirmando que ela era "formidável".
Antes do 59.º Emmy do Primetime, Stuart Levine da Variety revisou as performances dos três membros do elenco indicados na categoria de Melhor Atriz Coadjuvante. "As damas de Grey's Anatomy dominam a categoria, e seria longe de dizer que pelo menos duas dessas mulheres passaram a ser dramáticas na temporada passada", comentou Levine, elogiando Sandra Oh por sua interpretação de Cristina Yang, que resistiu uma relação de temperamento tumultuada, vendo seu medo de passar uma vida junto com o homem que amava. Ele considerou as aparições de Chandra Wilson mais subjugadas, embora "de modo algum sendo menos bem executadas". Ele considerou Miranda Bailey uma pedra, sendo a personagem mais sensata do programa, com uma coisa certa a dizer em qualquer situação. Ele expressou admiração por Chandra Wilson, descrevendo-a como sendo "chamativa e exagerada", o que ele considera melhor do que ser consistentemente boa. Considerando as chances de Heigl vencer o Emmy, Levine avaliou sua performance, observando a pequena dificuldade que ela tem em atingir cada estado emocional que Izzie Stevens tem que passar: "Shonda Rhimes pressiona Heigl para levar muitas histórias intensas, e ela está pronta para o desafio." No entanto, ele também observou que as ações irracionais de Izzie durante situações de crise podem incomodar

### Prêmios e indicações

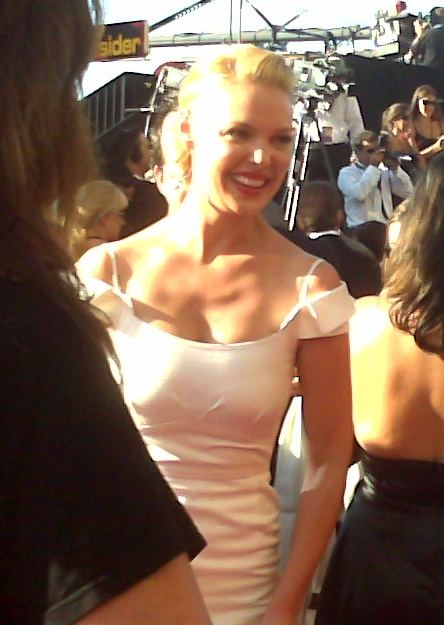
Heigl foi premiada no 59.º Emmy do Primetime, apesar das dúvidas de sua mãe.

A temporada foi uma das mais aclamadas da série, recebendo inúmeros prêmios e indicações. Vários membros do elenco e da equipe foram nomeados por seu trabalho na série durante a sua terceira temporada no 59.º Emmy do Primetime Chandra Wilson recebeu uma indicação de Melhor Atriz Coadjuvante em Série Dramática por sua atuação em "Oh, the Guilt", o quinto episódio da temporada, enquanto Sandra Oh foi indicada para a mesma categoria por sua interpretação de Cristina Yang em "From a Whisper to a Scream", o nono episódio da temporada. No entanto, ambos perderam para coestrela Katherine Heigl, cuja interpretação de Izzie Stevens em "Time After Time", o vigésimo episódio da temporada, resultou em sua primeira vitória Emmy.
T.R. Knight também foi indicado por sua atuação na terceira temporada na categoria de Melhor Ator Coadjuvante, para o arco de dois episódios "Six Days", o décimo primeiro e segundo episódios da temporada. Elizabeth Reaser e Kate Burton foram nomeadas para Melhor Atriz Convidada em Série Dramática, por suas atuações como Rebecca Pope em "My Favorite Mistake", o décimo nono episódio da temporada, e Ellis Grey em "Wishin' and Hopin'", o décimo quarto episódio. Linda Lowy e John Brace foram indicados para Melhor Elenco em Série Dramática, enquanto Norman T. Leavitt, Brigitte Bugayong, Thomas R. Burman e Bari Dreiband-Burman foram nomeados para Melhor Maquiagem. A equipe de produção foi aclamada pela categoria Melhor Série Dramática, mas recebeu apenas uma indicação.
Sara Ramirez foi nomeada no Alma Awards de 2007 por sua interpretação de Callie Torres. No 65.º Globo de Ouro, a série foi indicada para Melhor Série de Drama, enquanto a performance individual de Katherine Heigl resultou em uma indicação de Melhor Atriz Coadjuvante em Série, Minissérie ou Filme para a televisão. A terceira temporada do programa foi mais uma vez reconhecida na 38.ª edição da Associação Nacional pelo Progresso de Pessoas de Cor, quando a equipe de produção foi indicada para Melhor Série de Drama. Também na cerimônia de 2007, Isaiah Washington ganhou o prêmio de Melhor Ator em Série Dramática por sua interpretação de Preston Burke nesta temporada, enquanto Chandra Wilson ganhou a Melhor Atriz Coadjuvante em Série Dramática.
Vários membros do elenco foram premiados no PRISM Awards em 2007: Katherine Heigl na categoria Estrela Feminina Favorita por interpretar Izzie Stevens, Patrick Dempsey por Estrela Masculina Favorita na TV no papel de Derek Shepherd, e Chandra Wilson na Estrela Favorita em Cena Roubada categoria por sua performance de Miranda Bailey. Mark Gordon, Shonda Rhimes, James D. Parriott, Betsy Beers, Peter Horton e Rob Corn foram nomeados no Producers Guild of America de 2007 por Produtor de Televisão do Ano em Drama Episódico para a produção da terceira temporada, depois de vencer o prêmio de 2006 na segunda temporada. No Satellite Awards de 2007, Ellen Pompeo ganhou o prêmio de Melhor Atriz em Série Dramática, enquanto T.R. Knight foi indicado para Melhor Ator Coadjuvante em Série, Minissérie ou Filme de TV e Chandra Wilson como Melhor Atriz Coadjuvante em Série, Minissérie ou Filme de TV. No 14.º Screen Actors Guild Awards, o elenco regular da série recebeu uma indicação para o Melhor Elenco em Série Dramática. Katherine Heigl e Patrick Dempsey foram nomeados no Teen Choice Awards de 2007. Também em 2007, o elenco feminino e a equipe de Grey's Anatomy receberam o Prêmio Women in Film Lucy, que homenageia aqueles cujo trabalho na televisão influenciou positivamente as atitudes em relação às mulheres.

### Audiência
A segunda temporada de Grey's Anatomy terminou com uma média de 19,440 milhões de telespectadores por episódio e uma participação de 6,9% no público-alvo de 18 a 49 anos, com a série a terminando em quinto lugar entre todos os 100 programas de televisão da mais assistidos. Devido às suas altas classificações, a série recebeu uma renovação completa de terceira temporada para a linha de horário nobre no outono. Em resposta a inúmeras reclamações dos fãs sobre o agendamento durante as temporadas anteriores, a American Broadcasting Company decidiu fazer grandes mudanças na temporada. Depois de duas temporadas de exibição para a série Desperate Housewives, a emissora decidiu mudar Grey's Anatomy às 21:00 nas quintas-feiras, dominada por CSI: Crime Scene Investigation, onde a série começou a ser exibida. uma apresentação para Ugly Betty, que foi ao ar no intervalo de tempo de sua primeira temporada, até a conclusão da terceira em 2009. O programa manteve sua posição como uma das dez melhores séries e se tornou o oitavo programa mais assistido na temporada, com uma média de 19,220 milhões de espectadores por episódio. O episódio de maior audiência da temporada foi o décimo sétimo, a tão esperada conclusão de um arco de três episódios, que foi assistido por 27.390, recebendo uma classificação de 9.7, uma posição de 4 na semana e uma posição número 1 no intervalo de tempo. O episódio superou "Fallen Idols", de CSI, que ficou em sétimo com 7,7 e 21,780 milhões de telespectadores.
O episódio de menor audiência foi o nono, foi assistido por 18,510 milhões de telespectadores, ficando em terceiro na semana com uma classificação de 6,5, superando o episódio especial de Ação de Graças da CSI, "Living Legend", assistido por 17,170 milhões de telespectadores com uma classificação de 6,1 e em quarto lugar. A estreia da temporada foi assistida por 25,410 milhões de telespectadores e recebeu 9,0 classificação após ser classificada como a número 1 no horário e na semana. O número de espectadores aumentou significativamente em comparação com a estreia da temporada anterior, que foi assistida por 18,980 milhões de telespectadores e recebeu uma classificação de 6,8. "Time Has Come Today" também superou o final da temporada anterior, que foi assistido por 22,500 milhões de telespectadores e foi avaliado em 8,0. O final da temporada foi assistido por 22,570 milhões de telespectadores e recebeu uma classificação de 8.0, ocupando o terceiro lugar na semana após o American Idol. Wayne Friedman, do Media Daily News, descreveu a mudança do horário de domingo para as quintas-feiras como "o maior e mais selvagem movimento da emissora". Ele também expressou preocupação com a dura competição que a série enfrentaria, devido à exibição contra o CSI da CBS. Stephen McPherson, da ABC Entertainment, explicou o motivo da mudança: "Ter todos os hits no domingo à noite não nos ajuda. Queríamos ser agressivos".

## Episódios
| N.º na série | N.º na temp. | Título                          | Dirigido por        | Escrito por                             | Exibição original       | Audiência (milhões) |
| --- | ------------ | ------------------------------- | ------------------- | --------------------------------------- | ----------------------- | ------------------- |
| 37 | 1            | "Time Has Come Today"           | Daniel Minahan      | Shonda Rhimes                           | 21 de setembro de 2006  | 25.41               |
| Os internos do Seattle Grace ajudam Izzie a lidar com a perda de seu noivo, Denny Duquette, bem como com sua decisão de deixar o programa de estágio. Meredith está incerta sobre o que o futuro reserva depois que ela faz sexo com Derek e se ele está disposto a deixar Addison depois de um casamento de onze anos. Addison encontra a calcinha de Meredith no bolso do smoking de Derek e percebe que ele dormiu com Meredith. Depois de passar a noite em seu escritório, Webber é confrontado por sua esposa, Adele (Loretta Devine). Ela lhe dá um ultimato, forçando-o a decidir entre sua carreira e seu casamento. Addison e Alex tratam um bebê recém-nascido que foi encontrado abandonado em uma lata de lixo, e eles se deparam com quatro menores que poderiam ser a mãe. George procura conselhos de relacionamento de Derek depois que eles são forçados a ficar em quarentena no vestiário, quando Derek confessa seu sentimento em relação a Meredith. Bailey se apega a um paciente em isolamento cuja esposa morre e revive os momentos em que a vida de seu marido foi ameaçada. |              |                                 |                     |                                         |                         |                     |
| 38 | 2            | "I Am a Tree"                   | Jeff Melman         | Krista Vernoff                          | 28 de setembro de 2006  | 23.48               |
| Cristina dá uma má primeira impressão para os pais de Burke e também fica surpresa ao descobrir que ele é um "filhinho de mamãe". A mãe de Burke acredita que Cristina é egoísta demais e dirigida por seu filho, e está apenas tentando tirar vantagem de seu amplo conhecimento em cirurgia cardiotorácica. Izzie usa panificação para lidar com o luto e faz centenas de bolinhos. Depois de fixar a calcinha de Meredith em um quadro de avisos, Addison tira um dia de folga do hospital e passa o dia bebendo. Devido a Addison tirar o dia de folga, Bailey tem Alex ajudando-a no buraco, e eles são confrontados com um paciente adolescente que foi empalado em um galho de árvore. Um paciente com tumor cerebral questiona Meredith e Cristina sobre seus respectivos relacionamentos. Webber descobre que Callie está morando no hospital e diz que ela tem que sair por causa da política do hospital. Bailey encontra a calcinha no quadro de avisos e exige saber a quem pertence. Callie vê o embaraço de Meredith e assume a culpa, o que por sua vez faz com que George fique com ciúmes, temendo que Callie possa tê-lo traído. Uma paciente cirúrgica vive o que pode ser seu último dia ao máximo. Meredith deve escolher entre Derek e Finn. No final, ela diz a eles que gostaria de tentar namorar os dois. |              |                                 |                     |                                         |                         |                     |
| 39 | 3            | "Sometimes a Fantasy"           | Adam Arkin          | Debora Cahn                             | 5 de outubro de 2006    | 22.80               |
| Cristina está determinada a ajudar Burke a superar seu tremor nas mãos e voltar para a sala de cirurgia. Izzie tenta retornar ao hospital pela primeira vez desde que deixou o programa, mas acaba ficando em frente ao hospital o dia todo, sem poder entrar e enfrentar Webber. Alex trata um paciente jovem que tem uma longa história de ferimentos, levando-o a suspeitar de abuso. Descobre-se que ela não pode sentir dor que a faz acreditar que ela é uma super-heroína. Derek e Cristina tratam de um homem que decide fazer uma cirurgia no cérebro para poder cuidar de seu filho. George se irrita com Callie depois que ela vai morar com ele, o que faz com que eles discutam sobre um paciente. Meredith fica irritada quando Derek e Finn interrompem o outro enquanto eles estão namorando ela. Mark está determinado a voltar com Addison, mas ela continuamente o recusa. |              |                                 |                     |                                         |                         |                     |
| 40 | 4            | "What I Am"                     | Dan Lerner          | Allan Heinberg                          | 12 de outubro de 2006   | 22.88               |
| O apêndice de Meredith explode e ela é admitida para cirurgia. Addison trabalha com uma mulher grávida que quer dar à luz naturalmente, mas precisa de uma cesariana. Addison começa a duvidar de suas habilidades como cirurgiã depois que Derek terminou com ela; Addison tira Alex de sua rotação. Meredith e Addison falam francamente e pedem desculpas uma à outra. Os internos trabalham com um vendedor de carros que quer voltar à sua rotina regular depois de uma cirurgia arriscada, no entanto, ele acende um cigarro que faz seu rosto entrar em chamas. Derek e Mark discutem sobre a melhor maneira de tratá-lo, cada um acreditando que sua especialidade é a mais importante. Callie termina as coisas com George depois, e depois ela se encontra com Mark. Derek libera Burke para a cirurgia novamente, mas Burke tem sérias dúvidas sobre se sua mão está pronta ou pronta para realizar a cirurgia novamente. Ele mantém suas dúvidas para si mesmo, exceto para contar a Cristina. Ele pratica em um cadáver e ele e Cristina percebem que sua mão não pode realizar a cirurgia a menos que ele tenha ajuda. Eles decidem juntos esconder a verdade com Cristina ajudando-o em suas cirurgias. Após a cirurgia, Meredith toma uma decisão entre Derek e Finn, dizendo a Finn que ele é um homem bom e provavelmente um homem melhor, mas Derek é "o único". Izzie conhece o pai de Denny, que lhe dá US$ 8,7 de acordo com os desejos de Denny. |              |                                 |                     |                                         |                         |                     |
| 41 | 5            | "Oh, the Guilt"                 | Jeff Melman         | Zoanne Clack & Tony Phelan & Joan Rater | 19 de outubro de 2006   | 22.05               |
| Os internos estão ansiosos para participar de sua primeira conferência de Morbidade e Mortalidade, mas seu entusiasmo evapora rapidamente depois de descobrir que Denny Duquette é o primeiro na agenda. Bailey é arrecadada sobre as brasas por deixar seus internos ficarem sem supervisão sobre o hospital por longos períodos. Bailey trata uma jovem mãe lutando contra o câncer de mama e percebe que ela culpa seu filho por tudo o que havia acontecido com ela. Derek e Addison finalizam seu divórcio; Derek dá a maior parte de suas propriedades para Addison, mas depois descobre que o relacionamento de Mark e Addison não era apenas um caso de uma noite e que eles continuavam se vendo por três meses. Addison e Meredith tratam um ex-casal que ficou preso dentro do outro durante o sexo, no entanto, depois de separar o par, o homem tem um ataque cardíaco que faz com que ele entre em uma cirurgia. No meio da cirurgia, a mão direita de Burke começa a tremer novamente. Cristina o cobre pedindo para praticar. Izzie decide desistir da cirurgia depois de receber o cheque de Denny, mas ela se torna motivada novamente depois de ver Cristina operar. Callie confessa a Meredith que ela dormiu com outro homem, mas não cita Mark. Meredith contempla contar a Derek sobre sua separação com Finn, mas está hesitante, apesar dos colegas internos dizerem para ela deixá-lo saber o mais rápido que puder. George fica surpreso quando Callie diz que ela terminou com ele. |              |                                 |                     |                                         |                         |                     |
| 42 | 6            | "Let the Angels Commit"         | Jessica Yu          | Stacy McKee                             | 2 de novembro de 2006   | 21.02               |
| Cristina examina a rara cirurgia "humpty dumpty", para a inveja de seus colegas médicos. Bailey quer se esfregar e escreve o nome dela no quadro cirúrgico como o residente responsável. Cristina apaga o nome de Bailey para cobrir o tremor de mão de Burke, o que leva Bailey a acreditar que ele foi o responsável pela exclusão, levando-a a questionar seu talento para a cirurgia e a se desencorajar. Derek recebe uma visita surpresa de sua irmã e descobre que ela dormiu com Mark, algo que ameaça sua frágil amizade. George e Addison trabalham com uma mulher grávida com um dilema incomum. Mark tira Alex da plástica. Izzie volta ao trabalho, mas está em "liberdade condicional" e não tem permissão para conversar com pacientes, realizar qualquer cirurgia ou até entrar em uma sala de cirurgia. Bailey orienta Meredith a ser chefe de Izzie durante o dia e as duas tratam um paciente que pode precisar ser internado em psiquiatria. No final do episódio, Bailey testemunha Cristina reorganizando o quadro de cirurgias e se torna suspeita. |              |                                 |                     |                                         |                         |                     |
| 43 | 7            | "Where the Boys Are"            | Daniel Minahan      | Mark Wilding                            | 9 de novembro de 2006   | 20.65               |
| Derek convida Burke para se juntar a ele em uma tranquila viagem de acampamento, mas George, Alex, Webber, Joe e Walter aparecem, arruinando os planos de Derek. George percebe o tremor de mão de Burke enquanto pesca com ele, mas Burke ignora as preocupações de George. Addison e Callie se unem para trabalhar em um paciente, mas percebem que sua paixão pela medicina não é a única coisa que compartilham, já que ambos dormiram com Mark e depois se arrependeram. Alex diz a George que Callie dormiu com Mark, e ele é incapaz de aceitar a verdade, mesmo que ele e Callie estavam separados na época. As coisas vão de mal a pior quando George e Alex brigam, e Walter se machuca no processo. Meredith ajuda Mark em um procedimento de mudança de sexo enquanto ele tenta levá-la a dormir com ele, mas surgem complicações quando se descobre que o paciente tem câncer de mama. Bailey confronta Cristina depois de perceber que ela foi a única a apagar o nome de Bailey do quadro de cirurgia, não Burke. Como resultado, Bailey se vinga de Cristina, atribuindo-a ao caso de uma criança que engoliu 21 pedaços de Monopoly, e a mantém fora de cirurgias até que ela admita o porquê de ter tirado o nome de Bailey do quadro. Izzie tem que ter uma sessão de aconselhamento com Sydney, a alegre residente que incomodou os internos quando Bailey estava em licença de maternidade. |              |                                 |                     |                                         |                         |                     |
| 44 | 8            | "Staring at the Sun"            | Jeff Melman         | Gabrielle Stanton & Harry Werksman, Jr. | 16 de novembro de 2006  | 20.92               |
| Harold O'Malley é admitido no Seattle Grace Hospital, e os irmãos de George chegam e se tornam amigos de Callie. George, no entanto, não quer que Callie se socialize com sua família, então ele garante a ela que o relacionamento acabou, sem chances de reconciliação. Meredith tenta levar as coisas devagar com Derek e se recusa a fazer sexo com ele, enquanto ele tenta ter um relacionamento civilizado com sua agora ex-esposa, Addison. Derek e Addison confrontam Webber quando acreditam que ele pode estar sofrendo de depressão. Alex e Izzie ajudam Mark a tratar um homem depois que ele recebeu implantes peitorais, e seguindo o conselho do paciente, Alex beija Izzie depois que ele percebe que ainda tem sentimentos por ela. George e Bailey estão prestes a descobrir a condição de Burke. Meredith e Bailey tratam uma menina de cinco anos, que foi acidentalmente atropelada por sua babá. |              |                                 |                     |                                         |                         |                     |
| 45 | 9            | "From a Whisper to a Scream"    | Julie Anne Robinson | Kip Koenig                              | 23 de novembro de 2006  | 18.51               |
| George chama Erica Hahn do Hospital Presbiteriano de Seattle para fazer uma cirurgia cardíaca em seu pai depois que ele descobre a condição de Burke. Os pais de George encarregam Izzie de descobrir por que George os fez mudar de cirurgião, mas isso só leva George a criticar Izzie. Meredith descobre que Burke precisa de Cristina para operar. Cristina tem uma crise de consciência sobre seu trabalho enganador com Burke e fala para Webber. Burke fica chocado ao ver que Webber está pensando em substituí-lo pela Dra. Hahn como Chefe de Cirurgia Cardiotorácica no Seattle Grace Hospital, mas eventualmente descobre que o plano de Webber era torná-lo chefe após sua aposentadoria. No entanto, depois de Cristina confessar sobre seu tremor de mão, Webber é forçado a avisá-lo sobre as graves consequências que ele terá que enfrentar. Callie tenta reconstruir seu relacionamento com George. Addison, Mark e Alex trabalham juntos em uma mulher grávida, e Alex e Addison percebem que podem ter sentimentos um pelo outro. |              |                                 |                     |                                         |                         |                     |
| 46 | 10           | "Don't Stand So Close to Me"    | Seith Mann          | Carolina Paiz                           | 30 de novembro de 2006  | 24.01               |
| Eventos recentes pressionam o relacionamento de Burke e Cristina e ambos percebem que as chances de reconciliação estão diminuindo. A meia-irmã de Meredith, Molly, entra em trabalho de parto e é internada no Seattle Grace Hospital sob os cuidados de Addison. Meredith não quer ver ou falar com Susan, sua madrasta, e diz a ela que ela não é da família e que o relacionamento delas não deve ir mais longe. Harold tenta descobrir a causa da raiva de George. Derek e Mark devem trabalhar juntos quando dois irmãos unidos buscam ajuda médica para a separação. No entanto, os pacientes podem ficar paralisados ou morrer após o procedimento, e Derek não tem certeza se deve continuar até que ele receba uma conversa motivacional de Bailey. Webber exige que Burke faça uma nova cirurgia para consertar a mão. Meredith tem que dizer a sua mãe que Webber não vai continuar a vê-la e ela revive a noite em que ele a deixou para sempre há vinte anos. Meredith fica arrasada quando sua mãe diz que nunca deveria ter tido uma filha, pois acredita que essa é a razão pela qual Webber a deixou. Cristina enfrenta a ira de Bailey. |              |                                 |                     |                                         |                         |                     |
| 47 | 11           | "Six Days (Part 1)"             | Greg Yaitanes       | Krista Vernoff                          | 11 de janeiro de 2007   | 23.03               |
| Depois de uma cirurgia cardíaca bem-sucedida realizada pela Dra. Hahn, o pai de George é submetido a uma cirurgia para remover o tumor que se espalhou por seu corpo. Webber e Bailey realizam a cirurgia e fazem um certo procedimento de acordo com os desejos do Sr. O'Malley, apesar de sua opinião médica. Thatcher Grey visita o Seattle Grace Hospital para ficar ao lado de sua filha Molly, que acaba de dar à luz uma menina. Meredith tem dificuldade em se conectar com ele e hesita em conversar com ele o dia todo. Alex trabalha com Addison quando o bebê precisa de uma cirurgia de emergência, e depois eles quase se beijam. Derek tem dificuldade em dormir devido ao ronco perturbador de Meredith, ela descobre que ele estava dormindo no sofá há dias. Uma jovem é internada no hospital, sofrendo de uma condição óssea grave que é considerada inoperável. Apesar do conselho neurológico de Derek, Callie acredita que uma certa cirurgia cara pode salvar vidas. Izzie implora para participar de uma cirurgia, mas Bailey se recusa a deixá-la até que ela chegue em seu cheque. |              |                                 |                     |                                         |                         |                     |
| 48 | 12           | "Six Days (Part 2)"             | Greg Yaitanes       | Krista Vernoff                          | 18 de janeiro de 2007   | 21.94               |
| George descobre sobre o procedimento que Webber e Bailey realizaram em seu pai, o que acaba levando a um agravamento de sua condição. A família O'Malley agora tem que enfrentar uma decisão difícil sobre a incapacidade de Harold de respirar por conta própria. Eles devem tirá-lo do suporte de vida. Meredith finalmente fala com seu pai e percebe que seu ronco é uma das muitas coisas que eles têm em comum, apesar de sua incapacidade de admitir isso. Meredith e Derek continuam discutindo sobre o ronco dela, mas a situação é resolvida depois da conversa de Meredith com o pai dela. Há uma tensão entre Alex e Addison que eventualmente leva a eles se beijando. Addison confessa a Callie que ela ficou grávida do filho de Mark, mas o abortou depois de perceber que Mark nunca poderia ser um bom pai. Burke deixa Cristina saber sobre o estado de sua condição, mas o casal ainda se recusa a falar um com o outro. Izzie é barrada da cirurgia da menina depois que Bailey descobre que ela pagou pela operação, mas ela finalmente ganha seu respeito depois de perceber que sem o dinheiro a garota nunca poderia ter sido salva. A menina começa uma nova vida como uma criança normal graças à generosa doação de Izzie. |              |                                 |                     |                                         |                         |                     |
| 49 | 13           | "Great Expectations"            | Michael Grossman    | Eric Buchman                            | 25 de janeiro de 2007   | 21.50               |
| Depois que Webber anuncia sua aposentadoria, começam a circular rumores sobre sua partida e sucessor. Mark está determinado a deixar Seattle definitivamente, e irrita Meredith e Alex fazendo-os tenderem a um paciente que precisará de atenção constante, mas Meredith acidentalmente dá incentivo a Mark para ficar depois de deixá-lo saber da posição de chefe aberto. Derek está com raiva de Meredith por fazer com que Mark permaneça em Seattle, mas logo percebe que ela não é a razão pela qual ele está realmente zangado. Os médicos assistentes do Seattle Grace Hospital lutam para chamar a atenção de Webber, mas ele expressa sua decepção em sua conduta. Ele também força Bailey a obter assinaturas de todos os participantes para que ela possa criar uma clínica médica gratuita, antes de confessar a ela que ele acha que ela será a chefe um dia. Bailey assegura as assinaturas, mas não tem financiamento até que Izzie ofereça toda a sua herança de 8,7 milhões de dólares no projeto. Addison, Izzie e George tratam um paciente com um tumor do colo do útero, e Izzie fica preocupada com George porque seu pai morreu recentemente de câncer. As coisas ficam mais complicadas quando os pais puritanos do paciente chegam. Addison está evitando Alex após o beijo. Callie e Cristina tratam de um corredor de maratona que desmaiou após um blecaute. George, devastado após a morte de seu pai, se reúne com Callie e usa o sexo para superar sua dor, antes de eventualmente propor casamento a ela. Cristina e Burke ainda não falam um com o outro, mas ela acaba cedendo, e Burke acaba propondo casamento a ela. Webber se esforça para se reunir com sua esposa, Adele, e decide se aposentar, apenas para voltar para casa e encontrar ela com outro homem. |              |                                 |                     |                                         |                         |                     |
| 50 | 14           | "Wishin' and Hopin"             | Julie Anne Robinson | Tony Phelan & Joan Rater                | 1 de fevereiro de 2007  | 24.18               |
| A corrida pelo cargo do chefe está em andamento e os médicos atendentes, Derek, Burke, Addison e Mark, competem pelas afeições de Webber, tentando ajudar em todos os lugares possíveis. A Denny Duquette Memorial Clinic está aberta para negócios, mas ninguém aparece. Izzie está desapontada com o que ela investiu no legado de Denny, e ela e Alex se unem para roubar pacientes da sala de emergência. Callie e George voltam de Las Vegas, anunciando seu casamento, para grande descrença de todos. Izzie não apoia seu casamento e tenta fazer George perceber o erro que ele cometeu. George e Webber tratam um paciente com câncer, mas o sangue dela tem uma neurotoxina que faz com que todos os funcionários ao seu redor fiquem doentes. A equipe tem que operá-la em trajes de proteção, e depois em pequenas rajadas para completar sua cirurgia. Cristina não dá a Burke uma resposta à sua proposta, mas depois de vê-lo arriscar sua vida durante a cirurgia, ela concorda em se casar com ele. Enquanto isso, Ellis Grey, a mãe de Meredith com Alzheimer, experimenta uma mudança em sua condição médica, tornando-se lúcida por um dia. Ela está decepcionada com a mediocridade em que sua filha caiu e começa a desprezar Derek, culpando-o pelo que aconteceu com o Meredith que costumava ser "uma força da natureza". Ellis tem que fazer uma cirurgia cardíaca e, apesar dos desejos de sua mãe, Meredith agenda a próxima cirurgia. Webber fala com Ellis e percebe que ela ainda está apaixonada por ele, mas ela perde a memória depois que a conversa termina, antes de Meredith ter a chance de dizer como ela realmente se sente. |              |                                 |                     |                                         |                         |                     |
| 51 | 15           | "Walk on Water"                 | Rob Corn            | Shonda Rhimes                           | 8 de fevereiro de 2007  | 25.20               |
| Uma situação de trauma em massa, que acaba sendo um acidente de balsa, desafia toda a equipe do Seattle Grace Hospital. Webber encontra dificuldade em lidar com sua separação de sua esposa e tinge seu cabelo "para as mulheres", o que se torna uma piada interna entre Mark, Burke e Derek. Cristina tenta contar a Meredith sobre seu futuro casamento, mas não tem força para isso. George promete encontrar o filho de uma mulher, que foi separado dela no acidente. A mulher se recusa a entrar em cirurgia até ter certeza de que seu filho está vivo. Izzie tem que cuidar de um homem que ficou preso entre dois carros na balsa, mas ninguém a ajuda devido ao grande número de pessoas feridas. Alex resgata uma mulher grávida com ferimentos graves no rosto e promete cuidar dela. Meredith cuida de uma menina que foi separada de sua mãe após o acidente e não consegue se comunicar, mas enquanto ajuda um paciente, ele acidentalmente empurra Meredith, e ela cai na água, com ninguém além da menininha silenciosa como testemunha. |              |                                 |                     |                                         |                         |                     |
| 52 | 16           | "Drowning on Dry Land"          | Rob Corn            | Shonda Rhimes                           | 15 de fevereiro de 2007 | 25.76               |
| Meredith luta para se manter à tona e, eventualmente, começa a se afogar, mas ninguém está por perto para perceber. Derek encontra seu casaco em um homem que ela ajudou, e começa a procurá-la e, para sua grande surpresa, a garotinha que Meredith cuida indica que ela está na água. Derek a salva, mas ela está quase morta, devido à hipotermia. A garotinha se reencontra com a mãe. Izzie tem que fazer uma cirurgia no cérebro de um homem preso entre carros, quando ele começa a ter convulsões. Ela faz furos em sua cabeça, para aliviar a pressão em seu crânio e, finalmente, salva sua vida antes de ser resgatado e transferido para o Hospital Seattle Grace; isso leva a Webber permitir que ela volte às cirurgias. George mente para a mulher cujo filho ele estava procurando, para levá-la à cirurgia, e acaba encontrando Callie operando no filho. Alex não tem sucesso em procurar a família da grávida Jane Doe enquanto ela se submete à cirurgia, e ao mesmo tempo ele também tem que lidar com as famílias das vítimas. Os internos descobrem a situação de Meredith e expressam sua falta de esperança. Ela acorda no que parece ser limbo e encontra seus conhecidos falecidos. |              |                                 |                     |                                         |                         |                     |
| 53 | 17           | "Some Kind of Miracle"          | Adam Arkin          | Shonda Rhimes & Marti Noxon             | 22 de fevereiro de 2007 | 27.39               |
| Webber luta para manter Meredith viva, cujo corpo parece não responder ao tratamento, muito para a devastação de Derek. Enquanto isso, uma metáfora mostra Meredith no que ela acredita ser limbo, exibindo-a interagindo com conhecidos mortos cuja decisão influenciaria suas chances de sobrevivência. Cristina demonstra sua dor por Meredith saindo do hospital e indo às compras, enquanto Alex continua a se relacionar com a grávida Jane Doe, que permanece sem ser reclamada, devido a sua incapacidade de lembrar de algo. Derek está ciente de que Meredith é uma boa nadadora e culpa Ellis Grey pela depressão da filha. Ellis entra em parada cardíaca e encontra Meredith no universo alternativo, e declara seu amor e respeito por ela, dizendo-lhe para acordar. Ela faz isso e vê todos que a amam ao seu lado. Cristina deixa ela saber sobre seu noivado com Burke. Addison diz a Mark que se ele quiser se reunir com ela, ele deve ser celibatário por 60 dias. |              |                                 |                     |                                         |                         |                     |
| 54 | 18           | "Scars and Souvenirs"           | James Frawley       | Debora Cahn                             | 15 de março de 2007     | 22.68               |
| A corrida entre os médicos atendentes para o cargo de Chefe de Cirurgia esquenta depois que um novo competidor entra na briga. Eles logo percebem que o novo cirurgião, Colin Marlow, era professor de Cristina na faculdade de medicina e eles costumavam ter um relacionamento de longo prazo. George descobre que a família de Callie é rica, mas ela já havia escondido o fato, a fim de descobrir se George a ama por quem ela realmente é, o que eventualmente leva a uma discussão sobre o casal. Webber, Callie e Izzie tratam um veterano de guerra com uma bala nas costas. Derek trata seu ex-colega de Nova York, mas eles discutem sobre os melhores cuidados como Derek quer fazer uma cirurgia arriscada, e seu colega não quer mais cirurgias. Alex continua a trabalhar com Jane Doe, cuja memória não voltou, e depois ele se muda para o antigo quarto de George. Meredith e Derek jantam com o pai e a madrasta. Meredith começa a se conectar com Susan, mas seu relacionamento com Thatcher parece irreparável. Izzie acorda, percebendo que ela dormiu com George enquanto ambos estavam bêbados. |              |                                 |                     |                                         |                         |                     |
| 55 | 19           | "My Favorite Mistake"           | Tamra Davis         | Chris Van Dusen                         | 22 de março de 2007     | 22.30               |
| No rescaldo do caso de Izzie com George, ele parece não se lembrar de nada, e Izzie faz o possível para evitar Callie, mas fica nervosa quando precisa ajudar Callie e George a tratar um paciente com FOP. Callie deixa George saber que eles estarão jantando com o pai dela, mas George não causa uma boa impressão, estando de ressaca após os eventos da noite anterior. Alex ajuda Jane Doe a escolher como será seu rosto depois que Mark fizer uma cirurgia reconstrutiva nela. Ele também lhe dá uma nova perspectiva de como o mundo a verá a partir de então. O conselho do hospital começa a entrevistar os candidatos para o cargo de chefe e Colin intimida todos com seu plano de dez anos. No entanto, depois de receber conselhos de Bailey, Mark parece ter convencido o conselho de que ele é apropriado para o trabalho, apesar dos esforços contínuos de Derek, Burke e Addison, cujas carreiras no hospital duram mais que as dele. Cristina procura uma maneira de salvar o pé de um homem quando ele deixa claro que não quer que ele seja amputado. Izzie procura conselhos de Addison sobre seu caso, confessando que dormir com George parecia certo, apesar de ele ser casado. Mark leva Meredith como sua interna do dia, a fim de impressionar Webber, algo que Derek não aprova, sentindo que Mark se tornou manipulador. |              |                                 |                     |                                         |                         |                     |
| 56 | 20           | "Time After Time"               | Christopher Misiano | Stacy McKee                             | 19 de abril de 2007     | 21.12               |
| Quando a filha de Izzie, Hannah Klein, é levada ao hospital para tratamento de leucemia, seus pais adotivos procuram Izzie e pedem que ela doe sua medula óssea em apoio. Ela fica triste ao saber que sua filha não quer vê-la, mas fica surpresa ao ver como elas são parecidas. George ajuda Izzie, mas esquece de um coffee break com Callie. Mark se oferece para ser o braço direito de Webber, para que ele volte a namorar. Derek chega à conclusão de que seu relacionamento com Meredith é a única coisa em seu caminho para se tornar o chefe da cirurgia. Colin continua a intrometer-se na vida de Burke e Cristina com uma cirurgia iminente que ele irá realizar. Ele tenta convencer Cristina a romper com Burke, devido a seus objetivos serem completamente diferentes. Depois de perceber que Cristina mudou, Colin sai da corrida para chefe e deixa o hospital. Meredith começa a se aproximar de sua madrasta, Susan. Um casal chega ao Hospital Seattle Grace para ver Ava, a quem eles inicialmente acreditam ser sua filha, mas a mãe rejeita Ava sem dizer a ela. Eles deixam Alex para informá-la, fazendo Ava ficar nervosa. |              |                                 |                     |                                         |                         |                     |
| 57 | 21           | "Desire"                        | Tom Verica          | Mark Wilding                            | 26 de abril de 2007     | 20.08               |
| Os internos do Seattle Grace começam a usar cada minuto livre para estudar para o próximo exame, que determinará toda a sua residência no campo cirúrgico. Cristina tem ciúmes de George, que pode estudar com Callie, cujas cartas de aprendizado se tornaram lendárias. Após a percepção de que George e Izzie podem ter sentimentos um pelo outro, Callie decide dar os cartões para Cristina. Os médicos atendentes disputam o cargo de Chefe cuidando do presidente do conselho do hospital, depois que ele é admitido como paciente. Eles logo descobrem que há um peixe em seu trato urinário e descobrem que sua esposa estava ciente de seu caso com sua secretária. Na clínica, Izzie trata um paciente com um resfriado recorrente, que acaba sendo um sintoma de algo pior. Webber começa a questionar sua decisão de se aposentar, pois acredita que há muito mais que ele pode fazer como cirurgião e que não pode ser feito com sua carreira em seus cinquenta e poucos anos. Cristina fica irritada com Burke enquanto ele tenta pressioná-la a escolher um sabor para o bolo de casamento enquanto ela está tentando estudar. Addison e Alex entregam o bebê de Ava, através de uma cesariana, antes de dormirem juntos, mas depois Alex diz a ela para ter certeza de que isso nunca aconteça novamente. Derek começa a questionar seu relacionamento com Meredith, sentindo que ele é o único que se esforça para que isso funcione. George diz a Izzie que ele está pensando em se transferir para um hospital diferente. |              |                                 |                     |                                         |                         |                     |
| 58 59 | 22 23        | "The Other Side of This Life"   | Michael Grossman    | Shonda Rhimes                           | 3 de maio de 2007       | 21.23               |
| Depois que as coisas se tornam muito complicadas em Seattle, Addison viaja para Los Angeles para se reunir com seus velhos amigos da Faculdade de Médicos e Cirurgiões da Universidade de Columbia. Para o choque de sua melhor amiga, o verdadeiro motivo de sua visita é para engravidar, mas ela fica arrasada ao saber que não pode. Enquanto está lá, Addison ajuda sua amiga no tratamento de uma mãe de aluguel, que fez sexo com três homens diferentes que alegam que o bebê é deles. Cristina encontra dificuldade em planejar seu casamento sob a vigilância constante dela e da mãe de Burke, que estão determinadas a criar um casamento extravagante, apesar de seus desejos de ter uma pequena cerimônia. Callie se surpreende ao ser convidada para ser dama de honra de Cristina. Susan é admitida no hospital, trazendo Thatcher com ela, mas ele suspeita que ela pode estar fingindo soluços para deixar Thatcher e Meredith juntos. Mark fala com Derek e manifesta sua decepção em não trabalhar com Addison, por quem ele realmente se apaixonou. Burke fica surpreso quando sua mãe lhe diz que ele está cometendo um erro ao se casar com Cristina, mas ela garante a ele que apoia sua decisão. George está determinado a transferir-se para Mercy West, apesar dos contínuos pedidos de Izzie. Addison torna-se obstetra-ginecologista temporária no Oceanside Wellness Center, em Los Angeles e lida com o resultado da descoberta de que ela não pode ter filhos. Ela é confortada por Pete Wilder, que flerta e eventualmente a beija. Os médicos lhe oferecem uma posição, mas ela nega, depois de perceber que Seattle é onde está sua vida. A equipe de Los Angeles também continua a tratar um homem sem desejo sexual, o que enfurece sua esposa, que tem uma alta. Depois que Susan retorna ao hospital com dor no peito, ela é levada a uma cirurgia de emergência e, finalmente, morre. Thatcher é devastado pela notícia e culpa Meredith por sua morte, e bate nela. George e Burke confiam um no outro sobre seus problemas de relacionamento, e Burke se intensifica depois de uma discussão com sua mãe. Izzie encontra dificuldade em aceitar que George vai transferir por causa dela, mas percebe que ela não pode negar seus sentimentos em relação a ele, o que leva a eles se beijando. Enquanto isso, Derek deve realizar uma cirurgia em Ava e ela espera ter sua memória de volta. |              |                                 |                     |                                         |                         |                     |
| 60 | 24           | "Testing 1-2-3"                 | Christopher Misiano | Allan Heinberg                          | 10 de maio de 2007      | 19.58               |
| Os cinco internos finalmente terão que enfrentar um dos maiores testes de suas carreiras, o que influenciará o resto de suas vidas como cirurgiões. Meredith ainda está se sentindo culpada pela morte de sua madrasta, mas se sente confiante de que ela passará no exame, apesar dos avisos de Cristina e Richard. No entanto, depois que seu pai, Thatcher, causa uma cena no hospital, Meredith se vê incapaz de se concentrar e não escreve nada no papel do exame. Enquanto isso, George é aceito no programa de residência cirúrgica do Hospital Mercy West e tem que enfrentar uma decisão que mudará seu relacionamento com Izzie para sempre. As suspeitas de Callie sobre a infidelidade de seu marido aumentam, e se emociona com a transferência de George para outro hospital. Alex descobre que a memória de Ava voltou, mas ele se enfurece com ela depois de saber que ela não está disposta a deixar sua família saber onde ela está. Bailey percebe que as chances de Callie se tornar residente chefe aumentaram consideravelmente, enquanto Burke não consegue convencer Cristina a falar com ele sobre o casamento que está por vir. Os médicos atendentes trabalham com três alpinistas feridos que deixaram seu amigo para trás, a fim de salvar suas próprias vidas. Derek continua se sentindo empurrado por Meredith, e na festa de despedida de Burke ele flerta com outra mulher. Joe e seu namorado consideram a adoção de um bebê, mas as coisas vão mal para eles quando a mãe substituta entra em colapso. Addison faz a chocante descoberta de que Adele, a esposa de Webber, está grávida. Webber eventualmente esbarra nela, mas Adele se esconde no banheiro feminino e quando ele finalmente entra, ele a encontra caída no chão. |              |                                 |                     |                                         |                         |                     |
| 61 | 25           | "Didn't We Almost Have It All?" | Rob Corn            | Tony Phelan & Joan Rater                | 17 de maio de 2007      | 22.57               |
| Os alpinistas mentem sobre o machado na cabeça do amigo, dizendo a Derek que ele acidentalmente chegou lá. Durante a cirurgia, ele e George descobrem que foi deliberadamente colocado lá, e um dos alpinistas admite que ele estava tentando "colocá-lo fora de sua miséria". Adele é estabilizada após seu colapso, mas ela logo sofre um aborto espontâneo. Webber descobre que Adele estava grávida de seu filho, não de alguém com quem ela teve uma noite de folga. Bailey fica desapontada ao ver que Callie é a nova residente chefe e começa a questionar suas habilidades como cirurgiã. Callie diz a George que ela quer um bebê. Webber escolhe Derek como chefe de cirurgia, mas ele se recusa, dizendo a Webber que ele deveria continuar. O marido de Ava aparece no hospital para encontrá-la, mas quando ele vai embora, Ava confessa a Alex que ela quer ficar com ele, mas ele a rejeita. O dia do casamento de Cristina e Burke chega, mas Cristina não fica fora do hospital. No entanto, o nervosismo de Cristina resulta em Burke percebendo que ele não ama a verdadeira Cristina e a deixa. Meredith e Derek estão incertos sobre o futuro deles. George falha no seu exame do internato. Esse episódio marca a saída dos atores Kate Walsh e Isaiah Washington, que interpretavam os doutores Addison Montgomery e Preston Burke, do elenco regular da série. Ela continua fazendo aparições no show até a 8.ª temporada, enquanto ele retorna para sua última aparição na 10.ª temporada. |              |                                 |                     |                                         |                         |                     |

## Lançamento em DVD
| Grey's Anatomy: The Complete Third Season - Seriously Extended |                        |                        | | | | | | |
| Capa do DVD                                                    | Capa do DVD            | Capa do DVD            | Detalhes do conkunto                                                                                  | Detalhes do conkunto                                                                                  | Detalhes do conkunto                                                                                  | Características especiais | Características especiais | Características especiais |
|                                                                |                        |                        | - 25 episódios (1 prolongado) - 7 discos - Inglês (Dolby Digital 5.1 Surround) - Comentários em áudio | - 25 episódios (1 prolongado) - 7 discos - Inglês (Dolby Digital 5.1 Surround) - Comentários em áudio | - 25 episódios (1 prolongado) - 7 discos - Inglês (Dolby Digital 5.1 Surround) - Comentários em áudio | - Episódios Prolongados - Fazendo Rondas com Patrick Dempsey - Passe Algum Tempo Privado com Patrick Dempsey na Pista - Prescrição de Sucesso: Fazendo de Jane Doe uma Estrela - Bom Remédio: Cenas Favoritas | - Episódios Prolongados - Fazendo Rondas com Patrick Dempsey - Passe Algum Tempo Privado com Patrick Dempsey na Pista - Prescrição de Sucesso: Fazendo de Jane Doe uma Estrela - Bom Remédio: Cenas Favoritas | - Episódios Prolongados - Fazendo Rondas com Patrick Dempsey - Passe Algum Tempo Privado com Patrick Dempsey na Pista - Prescrição de Sucesso: Fazendo de Jane Doe uma Estrela - Bom Remédio: Cenas Favoritas |
| Datas de lançamento                                            |                        |                        | | | | | | |
| Região 1                                                       | Região 1               | Região 1               | Região 2                                                                                              | Região 2                                                                                              | Região 2                                                                                              | Região 4 | Região 4 | Região 4 |
| 11 de setembro de 2007                                         | 11 de setembro de 2007 | 11 de setembro de 2007 | 15 de setembro de 2008                                                                                | 15 de setembro de 2008                                                                                | 15 de setembro de 2008                                                                                | 31 de setembro de 2007 | 31 de setembro de 2007 | 31 de setembro de 2007 |